# Harrow Road and Paddington Tramways
Die Harrow Road and Paddington Tramways Company war ein Betreiber von Pferdebahnen im Westen Londons. Die Gesellschaft betrieb von 1888 bis 1906 normalspurige Strecken mit einer Gesamtlänge von 4,7 Kilometern. Die Bahn wurde 1904 durch die Metropolitan Electric Tramways aufgekauft und ging später im Netz der Straßenbahn London auf.

## Geschichte
Die Bahngesellschaft wurde am 25. Juni 1886 gegründet. Sie erhielt die Konzession für den Bau und Betrieb von zwei Pferdebahnstrecken. Die Hauptstrecke begann an der Lock Hospital Bridge in der Harrow Road (in Höhe Amberley Road) und führte durch die Harrow Road und Harlesden Green (heute Harlesden High Street) bis Harlesden, Royal Oak (Ecke Manor Park Road). Eine Zweigstrecke verlief von der Harrow Road durch die Chippenham Road, Shirland Road, Malvern Road und die heute teilweise überbaute Cambridge Road bis zur Ecke Carlton Road (heute Carlton Vale). Beide Strecken gingen am 7. Juli 1888 in Betrieb. Sie waren größtenteils eingleisig mit Ausweichen. Lediglich der kurze Abschnitt von östlich der Chippenham Road bis westlich der Fernhead Road in der Harrow Road sowie die Strecke durch die Chippenham Road waren zweigleisig. Geplante Verlängerungen der Hauptstrecke zur Edgware Road und zum Stonebridge Park wurden erst später durch die elektrische Straßenbahn befahren.
Anfang 1890 wurde klar, dass der ursprünglich geplante Weiterbau der Zweigstrecke nach Cricklewood nicht zustande kam. Der regelmäßige Linienverkehr auf der nur wenig genutzten Zweigstrecke wurde daher eingestellt. Gemäß der Konzession konnten die Behörden den Abbau der Gleise verlangen, wenn mehr als drei Monate kein zahlender Fahrgast auf der Strecke befördert wurde. Dies hätte den Verlust der Konzession für die Strecke bedeutet. Um das zu vermeiden, befuhr die Bahngesellschaft alle drei Monate die Strecke mit einem einzelnen Pferdebahnwagen, in dem stets ein zahlender Fahrgast befördert wurde. Im Frühjahr 1895 wurde jedoch die außerhalb der damaligen Stadtgrenze Londons liegende Strecke vom Chippenham Hotel (Ecke Chippenham Road/Shirland Road) bis Carlton Vale abgebaut und der dreimonatige Pendelwagen fuhr nur noch bis zur Stadtgrenze. Noch bis 1912 wurde die immerhin zweigleisige Strecke in der Chippenham Road auf diese Weise betriebsfähig gehalten, ehe sie schließlich stillgelegt wurde.
Am 22. Juli 1904 erwarb die Metropolitan Electric Tramways Company (MET) die Bahn, um sie zu elektrifizieren und mit ihrem im Norden Londons liegenden Streckennetz zu verbinden. Bis zum 16. August 1906 wurde die Strecke nach Harlesden noch durch die Harrow Road and Paddington Tramways weiterbetrieben, ehe die MET die Betriebsführung in eigener Regie übernahm und noch im selben Monat mit den Bauarbeiten zur Elektrifizierung begann. 1933 ging die Strecke im Netz der Straßenbahn London auf, die sie 1936/37 stilllegte und in eine Strecke für Oberleitungsbusse umbaute.

## Betriebshof
Der einzige Betriebshof der Bahn befand sich in Kensal Green in der Straße Trenmar Gardens. Die Zufahrt erfolgte über ein Gleisdreieck aus der Harrow Road durch diese Seitenstraße. Das Depot verfügte über drei Hallengleise, von denen zwei am Ende der Halle auf eine Drehscheibe führten. Das dritte Hallengleis endete stumpf. Das Betriebshofgelände ist heute mit Wohnhäusern überbaut.

## Fahrzeuge
Der Wagenpark der Bahn war häufigen Änderungen unterworfen. Anfangs standen zwölf zweispännige, doppelstöckige Pferdebahnwagen zur Verfügung. 1895 war der Fuhrpark auf 19 Wagen angewachsen, bis 1897 wurden jedoch drei Wagen verschrottet oder verkauft. 1901 standen 21 Wagen zur Verfügung. Nach der Elektrifizierung der Hauptstrecke wurden die Pferdebahnwagen bis auf einen verschrottet. Der Pferdebahnwagen 1 blieb bis 1912 im Bestand der MET, um alle drei Monate die Strecke in der Chippenham Road zu befahren.